# 征服者
征服者（西班牙語：Conquistador）指的是15世紀至17世紀，到達並征服美洲新大陸及亞洲太平洋等地區的西班牙与葡萄牙軍人、探險家。自1492年航海家克里斯托弗·哥倫布發現美洲大陸以來，這些征服者便在美洲、亞洲及太平洋地區建立殖民統治。

## 背景

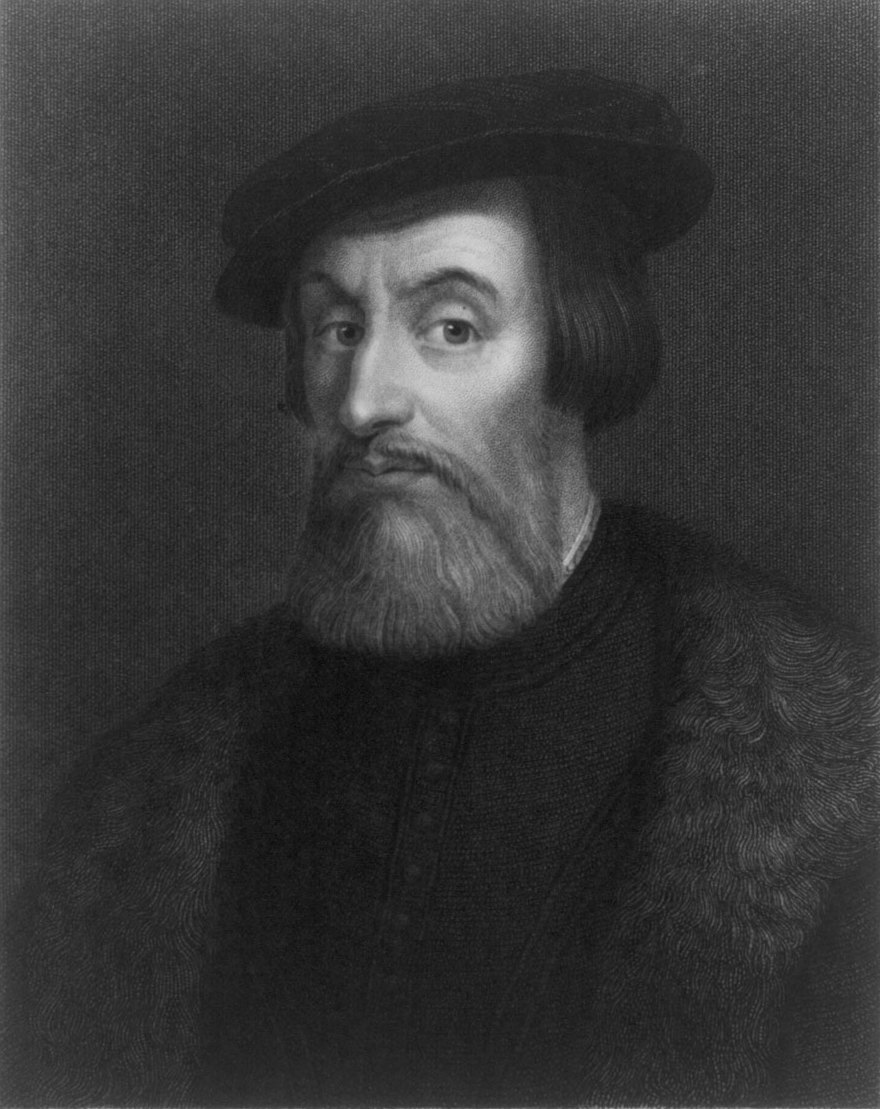
埃爾南·科爾特斯
，阿茲特克的征服者

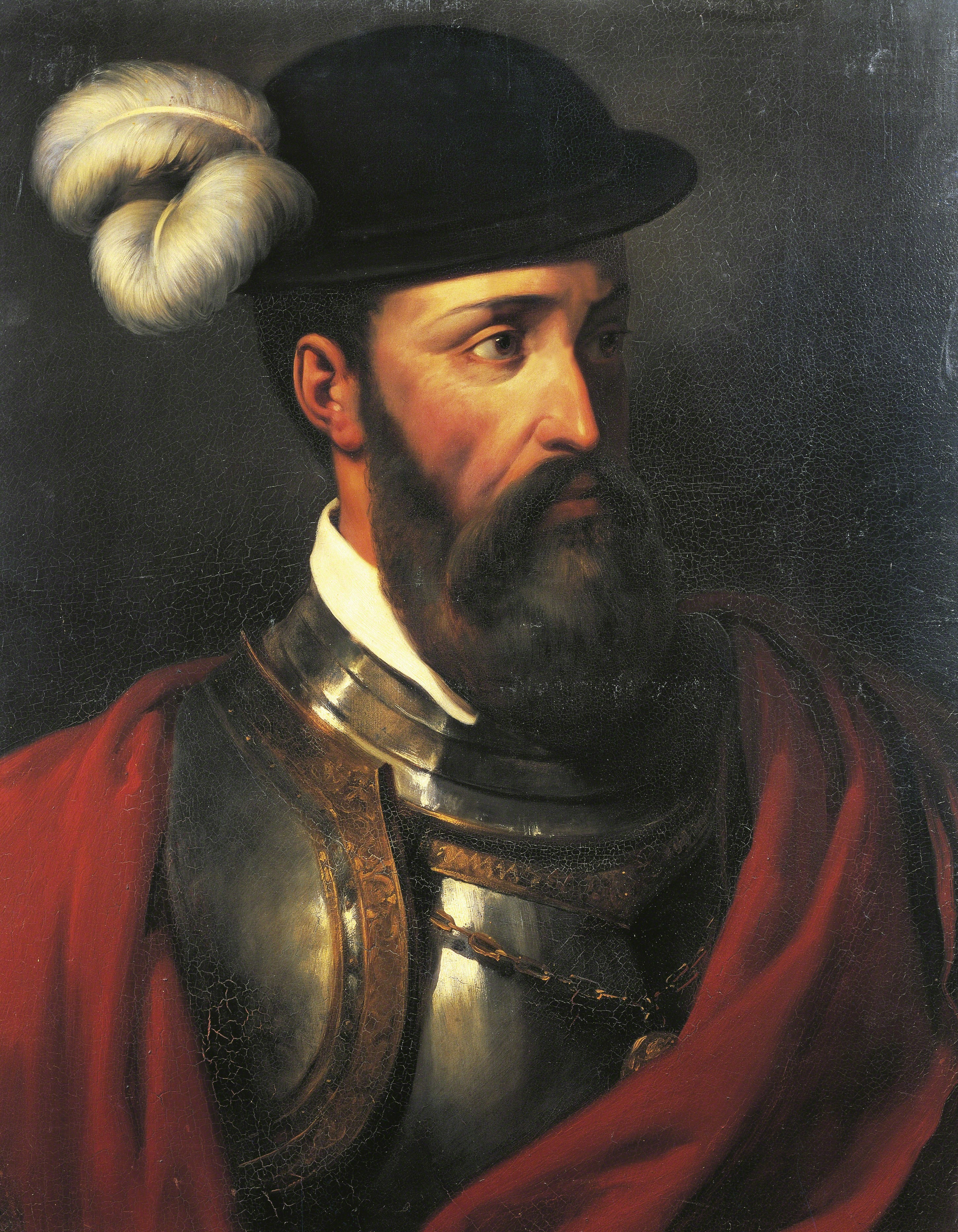
弗朗西斯科·皮萨罗，印加的征服者

1492年，航海家哥倫布的船隊來到加勒比海的伊斯帕尼奧拉島，並在翌年建立殖民統治，開始建立西班牙殖民帝國。自此，不少西班牙的探險家和軍人來到這片新大陸並征服當地的土著，如胡安·龐塞·德萊昂及迪亞哥·委拉斯開茲·德-庫埃里亞爾就分別征服了波多黎各及古巴島，令西班牙在美洲的影響力加速擴張。此外，由於征服活動的資金由西班牙國王及神聖羅馬皇帝所提供，而征服者亦只需要把獲得的收益一部分上繳國王，因此更多的人成為了征服者以賺取利益。
1521年，征服者埃爾南·科爾特斯消滅了墨西哥的阿茲特克文明，建立「新西班牙」。此後，西班牙征服者開始向南部的印加帝國進攻。1533年，弗朗西斯科·皮萨罗攻陷印加帝國首都庫斯科，消滅了南美的印加文明。
然而，征服者的目光亦開始轉向東方的亞洲及太平洋地區。自斐迪南·麥哲倫率領的船隊完成環球航行以來，征服者便對這些東方地區展開殖民。16世紀下旬，西班牙探險家米格爾·羅培茲·德萊加斯皮征服菲律賓，並成為菲律賓總督。其後，太平洋的部分島嶼也成為了西班牙征服者征戰的對象，建立西班牙在遠東太平洋地區的殖民地。

## 影響
征服者在進行征服活動的期間進行不少的破壞。他們征服美洲文明後，便大肆強姦婦女及屠殺當地土著，並到處進行破壞，而原有的文化亦被摧毀。此外，歐洲人帶來的疫病也令美洲原住民的人口數量大幅度削減。
被征服者征服的地區更成為了西班牙帝國的版圖。西班牙透過征服者得以建立其海外的殖民政權，增加西班牙在世界上的影響力，而征服者們更為這些殖民地帶來了歐洲文明及建築等。

## 著名征服者
- 埃爾南·科爾特斯，征服墨西哥、洪都拉斯、下加利福尼亞半島一帶
- 法蘭西斯科·皮薩羅，征服秘魯一帶
- 胡安·龐塞·德·萊昂，征服波多黎各、佛羅里達一帶
- 法蘭西斯科·德·奧雷亞納，征服亞馬遜河一帶
- 佩德羅·德·阿爾瓦拉多，征服危地馬拉、墨西哥、秘魯一帶
- 塞巴斯提安·德·貝拉爾卡薩爾，征服厄瓜多爾、哥倫比亞一帶
- 法蘭西斯科·赫南德茲·德·哥多華 (猶加敦征服者)，征服猶加敦半島一帶
- 佩德羅·德·巴爾迪維亞，征服智利一帶
- 阿方索·德·阿尔布克尔克，征服印度果阿一帶